# Nederland op de Olympische Winterspelen 1952
Nederland nam deel aan de Olympische Winterspelen 1952 in Oslo, Noorwegen. Tijdens de vierde deelname werd er voor het eerst medailles gewonnen; driemaal zilver bij het schaatsen. Het was de eerste editie waarbij een deelnemer bij het kunstschaatsen uitkwam.

## Medailleoverzicht
| Sport     | Olympiër          | Discipline   | Medaille |
| --------- | ----------------- | ------------ | -------- |
| Schaatsen | Wim van der Voort | 1500 m (m)   | Zilver   |
| Schaatsen | Kees Broekman     | 5000 m (m)   | Zilver   |
| Schaatsen | Kees Broekman     | 10.000 m (m) | Zilver   |

## Deelnemers en resultaten

### Alpineskiën
| Olympiër               | Discipline       | Resultaat | Prestatie |
| ---------------------- | ---------------- | --------- | --------- |
| Dick Pappenheim        | afdaling (m)     | 45e       | 3.00,0    |
| Dick Pappenheim        | reuzenslalom (m) | 52e       | 2.57,6    |
| Dick Pappenheim        | slalom (m)       | 74e       | 1.29,1    |
| Peter Pappenheim       | afdaling (m)     | 48e       | 3.05,7    |
| Peter Pappenheim       | reuzenslalom (m) | 70e       | 3.15,1    |
| Peter Pappenheim       | slalom (m)       | 68e       | 1.22,6    |
|                        |                  |           |           |
| Margriet Prajoux-Bouma | reuzenslalom (v) | 40e       | 3.31,0    |

### Kunstrijden
| Olympiër        | Discipline | Resultaat | Prestatie                                                                                  |
| --------------- | ---------- | --------- | ------------------------------------------------------------------------------------------ |
| Lidy Stoppelman | vrouwen    | 22e       | rm: 8x22 (22-22-19-22-21-21-23-21-22; pc/9: 193) totaalpunten: 1111,9 (gemiddeld: 123.544) |

### Schaatsen
| Olympiër (deelname) | Discipline    | Resultaat | Prestatie         |
| ------------------- | ------------- | --------- | ----------------- |
| Jan Charisius       | 500 m (m)     | dnf       | niet gefinisht    |
| Cockie van der Elst | 500 m (m)     | 19e       | 45,3 (-2,1)       |
| Cockie van der Elst | 1500 m (m)    | 26e       | 2.27,6 (-7,2)     |
| Gerard Maarse       | 500 m (m)     | 8e        | 44,2 (-1,0)       |
| Gerard Maarse       | 1500 m (m)    | 12e       | 2.24,3 (-3,9)     |
| Wim van der Voort   | 500 m (m)     | 19e       | 45,3 (-2,1)       |
| Wim van der Voort   | 1500 m (m)    | Zilver    | 2.20,6 (-0,2)     |
| Wim van der Voort   | 5000 m (m)    | 5e        | 8.30,6 (-20,0)    |
| Kees Broekman       | 1500 m (m)    | 5e        | 2.22,8 (-2,4)     |
| Kees Broekman       | 5000 m (m)    | Zilver    | 8.21,6 (-11,0)    |
| Kees Broekman       | 10.0000 m (m) | Zilver    | 17.10,6 (-24,8)   |
| Anton Huiskes       | 5000 m (m)    | 4e        | 8.28,5 (-17,9)    |
| Anton Huiskes       | 10.000 m (m)  | 5e        | 17.25,5 (-39,7)   |
| Egbert van 't Oever | 5000 m (m)    | 19e       | 8.47,6 (-37,0)    |
| Egbert van 't Oever | 10.000 m (m)  | 19e       | 18.20,8 (-1.35,0) |

Argentinië · Australië · België · Bulgarije · Canada · Chili · Denemarken · Duitsland · Finland · Frankrijk · Griekenland · Groot-Brittannië · Hongarije · IJsland · Italië · Japan · Joegoslavië · Libanon · Nederland · Nieuw-Zeeland · Noorwegen · Oostenrijk · Polen · Portugal · Roemenië · Spanje · Tsjecho-Slowakije · Verenigde Staten · Zweden · Zwitserland